# Usos industriais do Xisto Betuminoso

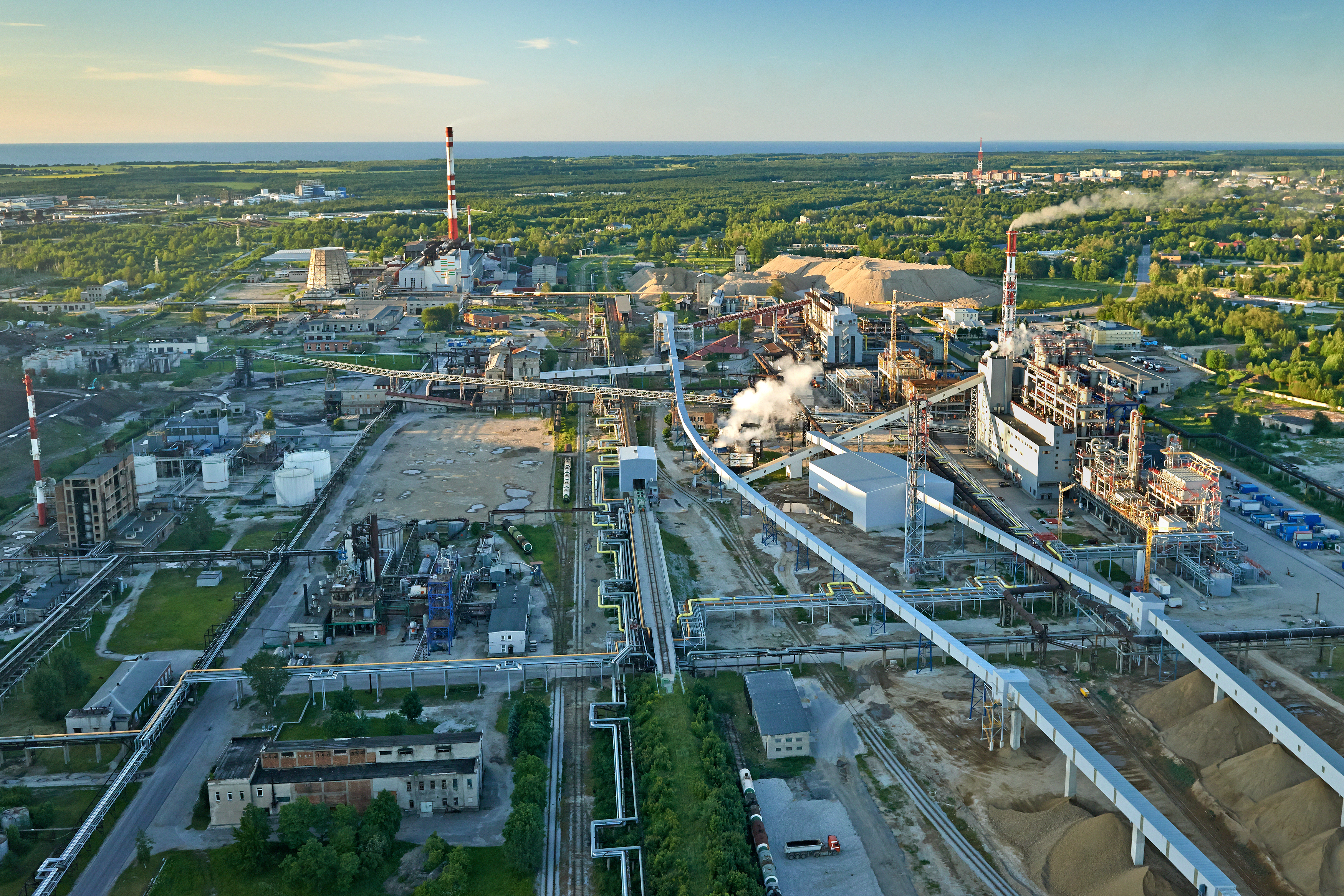
VKG Energia na Estônia.

A indústria de xisto betuminoso envolve a mineração e o processamento do xisto betuminoso, rocha sedimentar de granulação fina que contém quantidades significativas de querogênio – uma mistura sólida de compostos químicos orgânicos – a partir da qual podem ser produzidos hidrocarbonetos líquidos. Esse setor se desenvolveu em países como Estados Unidos, Brasil, China, Estônia e, em menor escala, Alemanha e Rússia. Além disso, diversas nações estão conduzindo pesquisas sobre suas reservas de xisto betuminoso e aprimorando métodos de produção para aumentar a eficiência e a recuperação. Um estudo publicado em 2005 indicou que a Estônia foi responsável por aproximadamente 70% da produção mundial desse material.
O uso do xisto betuminoso para fins industriais remonta ao início do século XVII, quando era explorado por seus minerais. Desde o final do século XIX, o petróleo de xisto também tem sido utilizado devido ao seu teor de óleo e como combustível de baixa qualidade para geração de energia. No entanto, seu uso para esse fim não é amplamente adotado, exceto em países que possuem depósitos expressivos desse recurso. Além disso, o xisto betuminoso é uma alternativa para a produção de petróleo bruto sintético [en], sendo considerado uma possibilidade para ampliar a produção interna de petróleo em países que dependem de importações.

## Histórico

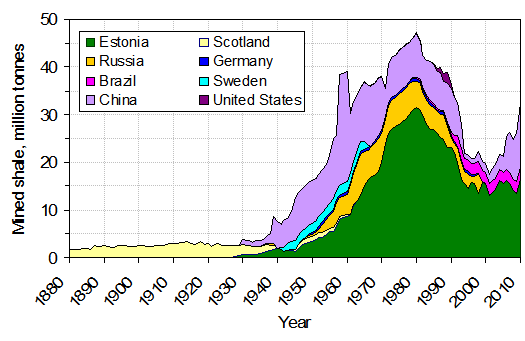
Produção de xisto betuminoso em milhões de toneladas métricas, de 1880 a 2010. Fonte: Pierre Allix, Alan K. Burnham.

O xisto betuminoso tem sido utilizado desde os tempos antigos. A mineração industrial moderna desse recurso teve início em 1837, nas minas de Autun, na França, e posteriormente se expandiu para a Grã-Bretanha, Alemanha e outros países. O setor de xisto betuminoso começou a se expandir pouco antes da Primeira Guerra Mundial, impulsionado pela produção em massa de automóveis e caminhões e pela preocupação com uma possível escassez de gasolina para o transporte. Em 1924, a Usina Elétrica de Tallinn tornou-se a primeira no mundo a adotar o xisto betuminoso como principal combustível.
Após o fim da Segunda Guerra Mundial, o setor entrou em declínio devido à descoberta de grandes reservas de petróleo bruto, que eram mais acessíveis e economicamente viáveis. No entanto, a produção de xisto betuminoso continuou em crescimento na Estônia, Rússia e China.
A crise do petróleo de 1973 levou à retomada do setor em diversos países, mas, com a queda dos preços do petróleo na década de 1980, muitas operações foram interrompidas. A partir de meados da década de 1990, o setor global voltou a crescer. Nos Estados Unidos, um programa de desenvolvimento do xisto betuminoso foi iniciado em 2003 e, em 2005, foi introduzido um programa de arrendamento comercial para xisto betuminoso e areias betuminosas.
Desde maio de 2007, a Estônia tem desempenhado um papel significativo na exploração do xisto betuminoso e é responsável por cerca de 70% do volume processado globalmente. Apesar de seus depósitos representarem apenas 17% do total da União Europeia, o país gera 90% de sua energia a partir desse recurso. O setor emprega aproximadamente 7.500 pessoas, correspondendo a cerca de 1% da força de trabalho nacional e contribuindo com 4% para o Produto Interno Bruto (PIB) do país.

## Mineração
O xisto betuminoso é extraído por meio de técnicas tradicionais de mineração subterrânea [en] ou de superfície. Diversos métodos de mineração estão disponíveis, mas todos têm como objetivo fragmentar os depósitos para facilitar o transporte do material até uma usina de energia ou uma instalação de retortagem. Os principais métodos de mineração de superfície incluem a mineração a céu aberto e a mineração em tiras. Já na mineração subterrânea, um dos métodos mais utilizados é o room-and-pillar, no qual o material é extraído horizontalmente, deixando "pilares" de xisto intactos para sustentar o teto da mina e reduzir o risco de colapso. Além disso, o xisto betuminoso pode ser obtido como subproduto da mineração de carvão.
A maior mina de xisto betuminoso do mundo é a Estonia Mine, operada pela Enefit Kaevandused [en]. Em 2005, a Estônia extraiu 14,8 milhões de toneladas desse material. No mesmo período, foram concedidas licenças para a extração de quase 24 milhões de toneladas, enquanto pedidos para mineração de mais 26 milhões de toneladas estavam em análise. Em 2008, o Parlamento da Estônia aprovou o Plano Nacional de Desenvolvimento para o Uso de Xisto Betuminoso 2008-2015, que limitou a extração anual a 20 milhões de toneladas.

## Geração de energia

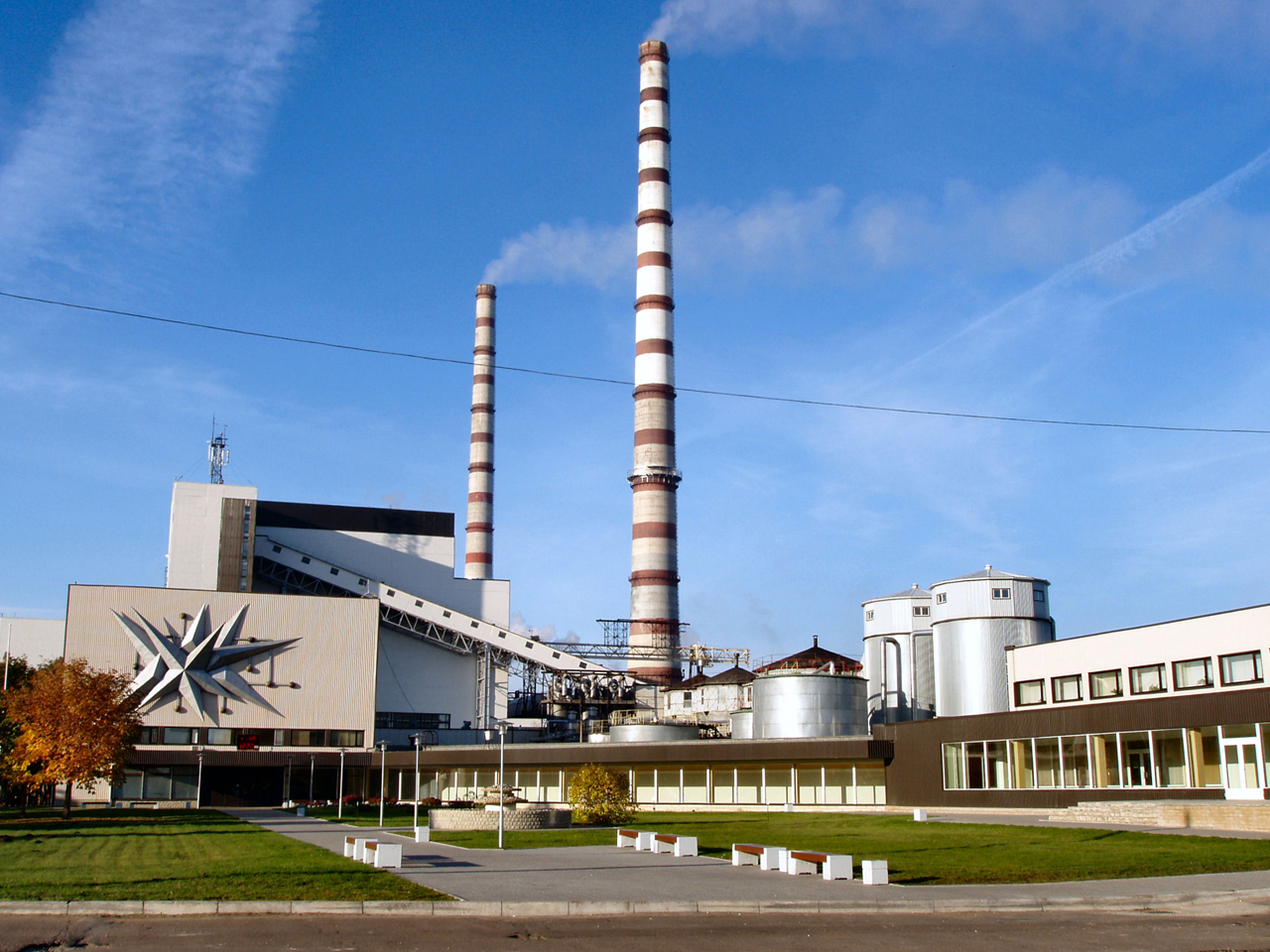
Usina elétrica Eesti, alimentada por xisto betuminoso, em Narva, Estônia.

O xisto betuminoso pode ser utilizado como combustível em usinas termelétricas, onde é queimado de forma semelhante ao carvão para acionar turbinas a vapor. Em 2012, havia usinas elétricas movidas a xisto betuminoso na Estônia, com uma capacidade de geração de 2.967 megawatts (MW), além de unidades na China e na Alemanha. Israel, Romênia e Rússia também operaram usinas desse tipo, mas posteriormente as fecharam ou converteram para outros combustíveis, como o gás natural. A Jordânia e o Egito anunciaram planos para construir usinas elétricas movidas a xisto betuminoso, enquanto Canadá e Turquia consideram utilizá-lo em conjunto com o carvão.
As usinas termelétricas que utilizam xisto betuminoso como combustível empregam principalmente dois métodos de combustão. O método tradicional é a combustão pulverizada (Pulverized Combustion – PC), usada em unidades mais antigas na Estônia. Já o método mais avançado é a combustão em leito fluidizado (Fluidized Bed Combustion – FBC), aplicada na fábrica de cimento Holcim, em Dotternhausen, na Alemanha, e na usina elétrica Mishor Rotem [en], em Israel. As principais variantes da tecnologia FBC são a combustão em leito fluidizado borbulhante (Bubbling Fluidized Bed Combustion – BFBC) e a combustão em leito fluidizado circulante (Circulating Fluidized Bed Combustion – CFBC).
Atualmente, mais de 60 usinas ao redor do mundo utilizam a tecnologia CFBC para a combustão de carvão e lignito. No entanto, apenas duas novas unidades das Narva Power Plants [en], na Estônia, e uma unidade na Huadian Power Plant, na China, empregam essa tecnologia especificamente para a combustão de xisto betuminoso. A tecnologia mais avançada e eficiente para a queima desse material é a combustão pressurizada em leito fluidizado (Pressurized Fluidized Bed Combustion – PFBC). No entanto, essa tecnologia ainda se encontra em estágio inicial de desenvolvimento.

## Extração de petróleo

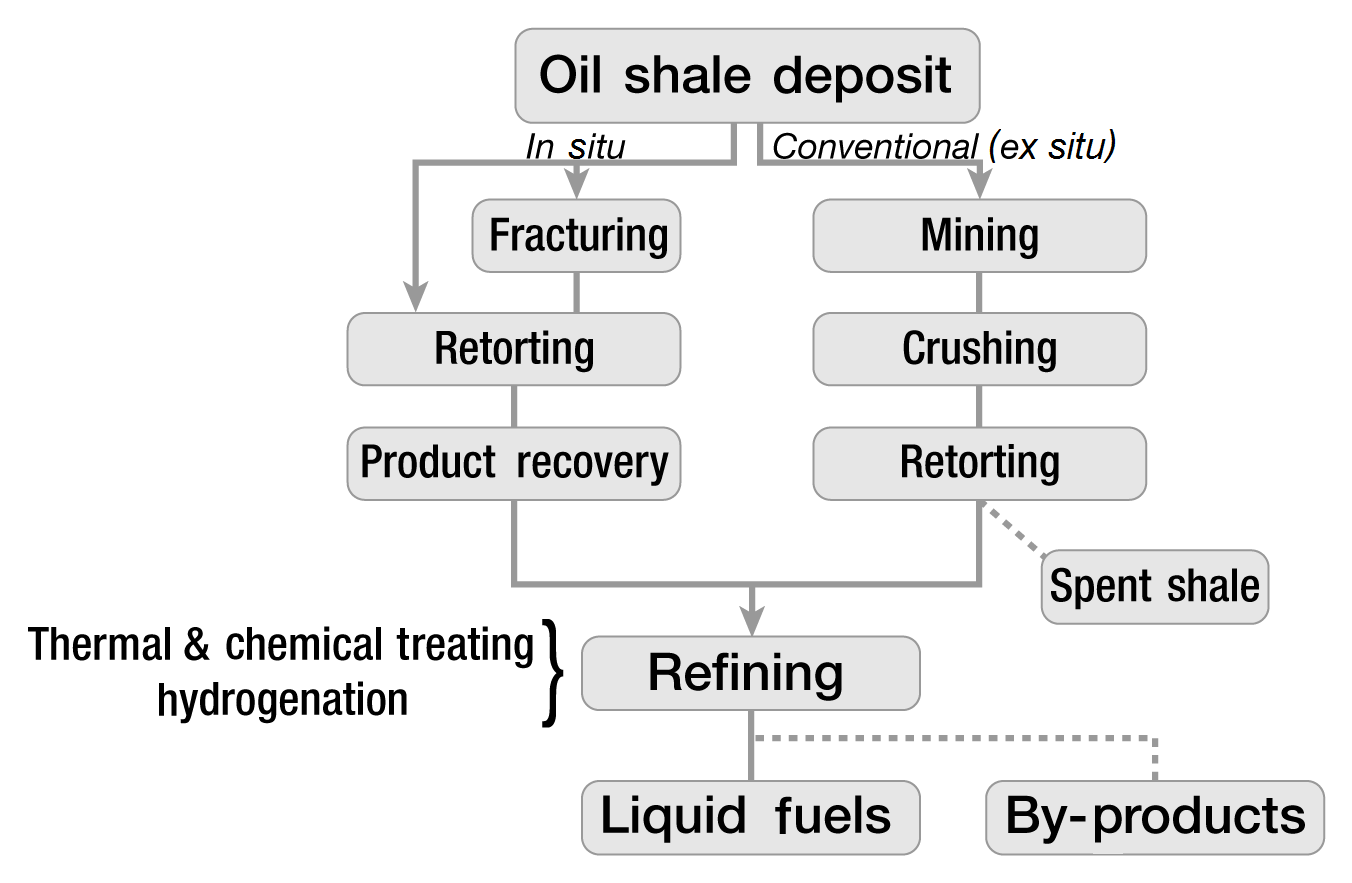
Visão geral da extração de óleo de xisto.

Os principais produtores de óleo de xisto são China e Estônia, seguidos pelo Brasil em um distante terceiro lugar. Além disso, países como Austrália, Estados Unidos, Canadá e Jordânia têm planos para iniciar ou retomar a produção desse recurso. Segundo o World Energy Council, a produção global de óleo de xisto em 2008 foi de 930.000 toneladas, o equivalente a 17.700 barris por dia (2.810 m³/d). Desse total, a China produziu 375.000 toneladas, a Estônia 355.000 toneladas e o Brasil 200 toneladas. Em comparação, no mesmo ano, a produção global de petróleo convencional e líquidos de gás natural foi de 3,95 bilhões de toneladas, ou 82,12 milhões de barris por dia (13,056 × 10⁶ m³/d).
Embora existam diversas tecnologias para a retortagem do xisto betuminoso, apenas quatro estão em uso comercial atualmente: Kiviter [en], Galoter [en], Fushun [en] e Petrosix. Há dois principais métodos para a extração do óleo do xisto: ex-situ e in-situ. No método ex-situ, o xisto betuminoso é extraído e transportado até uma instalação de retortagem, onde o óleo é extraído. Já no método in-situ, o querogênio é convertido enquanto ainda se encontra no depósito subterrâneo, sendo posteriormente extraído por meio de um poço, de maneira semelhante ao petróleo convencional.

## Outros usos industriais
O xisto betuminoso é utilizado na produção de cimento por empresas como Kunda Nordic Cement, na Estônia, Holcim, na Alemanha, e a fábrica de cimento Fushun, na China. Além disso, pode ser empregado na fabricação de diversos produtos químicos, materiais de construção e produtos farmacêuticos, como o bituminosulfonato de amônio [en]. No entanto, o uso do xisto betuminoso para esses fins ainda é raro e permanece em estágios experimentais.
Alguns tipos de xisto betuminoso são fontes viáveis de enxofre, amônia, alumina, carbonato de sódio e nahcolita, que surgem como subprodutos da extração de óleo de xisto. Além disso, certos depósitos podem ser utilizados para a obtenção de urânio e outros elementos químicos raros. Entre 1946 e 1952, uma variedade marinha de xisto Dictyonema [en] foi explorada para a produção de urânio em Sillamäe, na Estônia. Já entre 1950 e 1989, o xisto de alúmen foi utilizado com o mesmo propósito na Suécia.
O gás extraído do xisto betuminoso também pode ser empregado como substituto do gás natural. Após a Segunda Guerra Mundial, o gás produzido na Estônia foi utilizado em Leningrado e em cidades do norte do país. No entanto, com os preços atuais do gás natural, essa alternativa não é economicamente viável.

## Economia

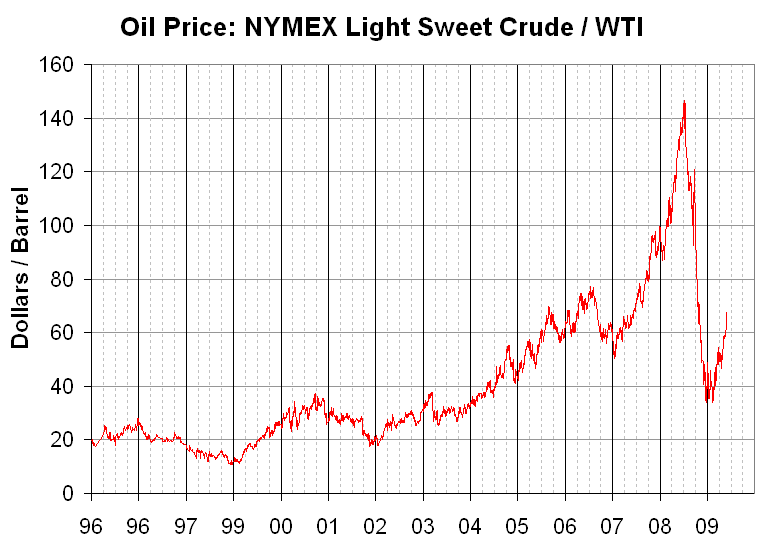
Preços do petróleo bruto light-sweet NYMEX 1996-2009 (não ajustados pela inflação).

A quantidade de xisto betuminoso economicamente recuperável é desconhecida. O desenvolvimento de depósitos desse recurso tem sido viável apenas quando o custo da produção de óleo de xisto em determinada região fica abaixo do preço do petróleo bruto ou de seus substitutos. Segundo uma pesquisa da RAND Corporation, o custo estimado para produzir um barril de óleo de xisto em um complexo hipotético de retortagem de superfície nos Estados Unidos — incluindo uma mina, uma usina de retortagem, uma usina de beneficiamento, serviços de apoio e recuperação do xisto utilizado — variaria entre US$ 70 e US$ 95 por barril (US$ 440 a US$ 600/m³), ajustado para valores de 2005. Com o aumento gradual da produção após o início da operação comercial, a análise prevê uma redução nos custos de processamento para US$ 30 a US$ 40 por barril (US$ 190 a US$ 250/m³) após atingir a marca de 1 bilhão de barris (160 × 10⁶ m³). A Royal Dutch Shell estimou que sua tecnologia Shell ICP [en] se tornaria lucrativa com preços do petróleo bruto acima de US$ 30 por barril (US$ 190/m³), enquanto algumas tecnologias em produção em larga escala indicam viabilidade econômica mesmo com preços inferiores a US$ 20 por barril (US$ 130/m³).
Para aumentar a eficiência da retortagem do xisto betuminoso e, consequentemente, a viabilidade da produção de óleo de xisto, pesquisadores têm proposto e testado diversos processos de copirólise. Esses processos combinam o xisto betuminoso com outros materiais, como biomassa, turfa, betume residual, resíduos de borracha e plástico, durante a retortagem. Algumas tecnologias modificadas sugerem a integração de uma retorta de leito fluidizado com um forno de leito fluidizado circulante, permitindo a queima dos subprodutos da pirólise (carvão e gás de xisto betuminoso). Essa abordagem visa melhorar o rendimento do óleo, aumentar a produtividade e reduzir o tempo de retortagem.
Em uma publicação de 1972 da revista Pétrole Informations (ISSN 0755-561X), a produção de óleo de xisto foi comparada desfavoravelmente à liquefação do carvão. O artigo argumentava que a liquefação do carvão era mais econômica, gerava maior quantidade de petróleo e causava menos impactos ambientais em comparação à extração do xisto betuminoso. O estudo citava uma taxa de conversão de 650 litros (170 galões norte-americanos; 140 galões imperiais) de petróleo por tonelada de carvão, em contraste com 150 litros (40 galões norte-americanos; 33 galões imperiais) de óleo de xisto por tonelada de xisto betuminoso.
Um fator essencial para avaliar a viabilidade do xisto betuminoso como fonte de energia é a relação entre a energia gerada e a energia consumida em sua mineração e processamento, conhecida como Retorno sobre o investimento em energia (EROEI). Um estudo de 1984 estimou que o EROEI dos depósitos conhecidos variava entre 0,7 e 13,3, embora projetos comerciais de extração reportem valores entre 3 e 10. De acordo com o World Energy Outlook [en] 2010, o EROEI do processamento ex-situ geralmente varia entre 4 e 5, enquanto o do processamento in-situ pode chegar a 2. No entanto, segundo a Agência Internacional de Energia (AIE), grande parte da energia necessária no processo pode ser suprida pela queima do xisto residual ou do gás de xisto betuminoso.

## Considerações ambientais
A mineração de xisto betuminoso envolve vários impactos ambientais, mais pronunciados na mineração de superfície do que na mineração subterrânea. Esses impactos incluem a drenagem ácida induzida pela rápida exposição repentina e subsequente oxidação de materiais anteriormente enterrados, a introdução de metais, inclusive mercúrio, nas águas superficiais e subterrâneas, o aumento da erosão, as emissões de gás sulfúrico e a poluição do ar causada pela produção de material particulado durante o processamento, o transporte e as atividades de apoio. Em 2002, cerca de 97% da poluição do ar, 86% do total de resíduos e 23% da poluição da água na Estônia eram provenientes do setor de energia, que usa o xisto betuminoso como principal recurso para a produção de energia.
A extração de xisto betuminoso pode prejudicar o valor biológico e recreativo da terra e o ecossistema na área de mineração. A combustão e o processamento térmico geram material residual. Além disso, as emissões atmosféricas do processamento e da combustão do xisto betuminoso incluem dióxido de carbono, um gás de efeito estufa. Os ambientalistas se opõem à produção e ao uso do xisto betuminoso, pois ele gera ainda mais gases de efeito estufa do que os combustíveis fósseis convencionais. Os processos experimentais de conversão in situ e as tecnologias de captura e armazenamento de carbono podem reduzir algumas dessas preocupações no futuro, mas, ao mesmo tempo, podem causar outros problemas, inclusive a poluição das águas subterrâneas. Entre os contaminantes da água comumente associados ao processamento do xisto betuminoso estão os hidrocarbonetos heterocíclicos de oxigênio e nitrogênio. Exemplos comumente detectados incluem derivados de quinolina, piridina e vários homólogos alquil da piridina (picolina, lutidina).
As preocupações com a água são questões sensíveis em regiões áridas, como o oeste dos EUA e o deserto de Negev, em Israel, onde existem planos para expandir a extração de xisto betuminoso, apesar da escassez de água. Dependendo da tecnologia, a retortagem acima do solo utiliza de um a cinco barris de água por barril de óleo de xisto produzido. Uma declaração de impacto ambiental programático de 2008 emitida pelo Bureau of Land Management dos EUA declarou que as operações de mineração de superfície e de retorta produzem de 2 a 10 galões americanos (7,6 a 37,9 L; 1,7 a 8,3 imp gal) de água residual por 1 tonelada curta (0,91 t) de xisto betuminoso processado. O processamento in situ, de acordo com uma estimativa, utiliza cerca de um décimo dessa quantidade de água.
Ativistas ambientais, incluindo membros do Greenpeace, organizaram fortes protestos contra o setor de xisto betuminoso. Em um resultado, a Queensland Energy Resources [en] suspendeu o Projeto Stuart Oil Shale [en], proposto na Austrália, em 2004.